# Surinaamse parlementsverkiezingen 1949
De Surinaamse parlementsverkiezingen in 1949 vonden plaats op 30 mei. Tijdens de verkiezingen werden de leden van de Staten van Suriname gekozen. De winnaar van deze verkiezingen was de Nationale Partij Suriname (NPS). Julius Caesar de Miranda trad aan als premier van Suriname.

## Uitslag
| Partijen                                  | Uitslag in zetels |
| ----------------------------------------- | ----------------- |
| Nationale Partij Suriname (NPS)           | 12                |
| Vooruitstrevende Hervormings Partij (VHP) | 6                 |
| KTPI (Kaum Tani Persatuan Indonesia)      | 2                 |
| Paranam Mijnwerkersbond                   | 1                 |
| Agrarische Partij                         | 0                 |
| Christelijke Sociale Partij               | 0                 |
| Commewijne Vooruit                        | 0                 |
| Dames Comité                              | 0                 |
| Internationale Werknemers Unie            | 0                 |
| Surinaamse Landbouwers Organisatie        | 0                 |
| Neger Politieke Partij                    | 0                 |
| Pergarakan Bangsa Indonesia Suriname      | 0                 |
| Progressieve Surinaamse Volkspartij       | 0                 |
| Totaal                                    | 21                |

## Parlementsleden
De volgende 21 personen werden op 30 mei 1949 verkozen:
NPS (13)
- Gerard Johan Cornelis van der Schroeff (1913-2000)
- Emile Jacques de la Fuente (1898-1977)
- David George Albert Findlay (1913-1982)
- Percy Wijngaarde (1915-?)
- Leonard Anton Lauriers (1897-1986)
- Bernard Willem Hendrik Bos Verschuur (1904-1985)
- Otto James Wong (1917-1982)
- Rudolf Bernhard William Comvalius (1897-1961)
- Hendrik Carel van Ommeren (1896-1996)
- Johan Adolf Pengel (1916-1970)
- Paul August Richenel Kolader (1897-1975)
- Jan Adriaan Francois Raatgever (1907-?)

VHP (6)
- Sewraam Rambaran Mishre (1915-1964)
- Heinrich Wladimir Mohamed Radja (1917-1976)
- Ludwig Bhagwandin Sitalsing (1901-1978)
- Hemradj Shriemisier (1921-1968)
- Jagernath Lachmon (1916-2001)
- Sheik Mohamed Jamaludin (1906-1961)

KTPI (2)
- M.A. Karamat Ali[1] (1918-1971)
- I. Soemita (1908-2001)

onafhankelijk
- Leo Eugène Arnold Salomon Eliazer (1904-1977)

### Mutaties
E.J. de la Fuente (NPS) stapte in 1950 op waardoor er tussentijdse verkiezingen nodig waren. Daarbij lukte het William Emanuël Juglall (NPS) om de onafhankelijke kandidaat Sophie Monkou-Redmond te verslaan.
Naar aanleiding van de Hospitaalkwestie zijn NPS en VHP gesplitst in voor- en tegenstanders van de zittende regering. 8 NPS'ers die de regering bleven steunen, traden uit de NPS. Twee moslim VHP-statenleden (Mohamed Radja en Jamaludin) die de regering niet steunden, stapten over naar de NPS.